# Soulèvement prussien

Tribus baltiques et clans prussiens vers 1200.

On appelle soulèvement prussien deux soulèvements majeurs et trois soulèvements plus réduits des peuples prussiens anciens contre les chevaliers teutoniques, qui se déroulèrent au XIIIe siècle, durant les croisades baltes. Les croisés, soutenus par les papes et les chrétiens d'Europe, pensaient conquérir et convertir les Prussiens « païens ». Pendant les dix premières années de la croisade, cinq des sept principaux clans prussiens passèrent sous le pouvoir des chevaliers teutoniques, bien moins nombreux. Toutefois les Prussiens se soulevèrent contre leurs conquérants à cinq occasions.
Le premier soulèvement fut soutenu par le duc Świętopełk II de Poméranie. Les Prussiens remportèrent initialement des succès, réduisant les chevaliers à la possession de seulement cinq de leurs châteaux les plus puissants. Le duc subit ensuite une série de défaites et fut contraint de faire la paix avec les chevaliers teutoniques. Avec l'aide du duc Świętopełk II de Poméranie, les Prussiens vaincus durent négocier avec le prélat du pape Innocent IV un traité de paix avec les chevaliers. Le traité de Christburg, signé en 1249, ne fut cependant jamais honoré et fut rompu, en particulier après la bataille de Krücken.
Le second soulèvement, connu dans l'histoire comme le « grand Soulèvement prussien » débuta en 1260 par la bataille de Durbe, la plus grande défaite des chevaliers teutoniques au XIIIe siècle. Ce soulèvement fut le plus long, le plus important et le plus menaçant pour l'ordre teutonique, qui à nouveau fut cantonné à ses cinq plus puissantes forteresses. Les renforts pour les chevaliers furent longs à arriver malgré les encouragements répétés du pape Urbain IV, et la position très critique de l'ordre. Heureusement pour celui-ci, les Prussiens manquaient d'unité et de stratégie commune et des renforts atteignirent finalement la Prusse en 1265. Un par un, les clans prussiens se rendirent et le soulèvement cessa en 1274.
Les trois derniers soulèvements, de moindre importance, dépendirent d'aide extérieure et furent réprimés en un ou deux ans. Le dernier, en 1295, mit fin effectivement à la croisade balte et la Prusse devint un territoire chrétien de langue germanique, qui assimila les Prussiens natifs et un grand nombre de colons venant des différents états germanophones.

## Datation des conquêtes teutoniques[3]
- 1233–1237 : Promesaniens
- 1237 : Pogesaniens
- 1238–1241 : Warmiens, Natangiens, Bartiens
- 1252–1257 : Sambiens
- 1274–1275 : Nadruviens

## Contexte
Bien que les Prussiens aient repoussé les premières incursions des chevaliers de l'ordre de Dobrzyń, ils avérèrent en sous-effectifs notoires face aux attaques des Polonais au sud, des Russes au sud-est, et des Chevaliers Teutoniques à l'ouest. L'ordre Teutonique fut appelé en 1226 dans le Culmerland par Conrad Ier de Mazovie, qui entamait ainsi un certain nombre d'attaques et de croisades contre les Prussiens et plus tard demanda la protection des chevaliers contre leurs raids de représailles. Préoccupés par les croisades en Terre sainte, les chevaliers Teutoniques n'arrivèrent que vers 1230. Leur première tache fut de construire une base sur la rive gauche de la Vistule à Vogelsang, en face de Thorn, qui fut terminée l'année suivante.
Conduits par Hermann Balk, les chevaliers ne répétèrent pas l'erreur de l'Ordre précédent et ne s'aventurèrent pas à l'est dans les forêts de l'intérieur. Ils préférèrent construire des forts en rondins (plus tard en briques et en pierre) le long des principales rivières et de la lagune de la Vistule pour servir de base à une expansion ultérieure. Entre 1231 et 1242, 40 châteaux furent ainsi construits. Les Prussiens, habitués aux combats en terrain ouvert, eurent le plus grand mal à capturer ces châteaux. La plupart des conflits survenaient en été ou en hiver : les chevaliers lourdement cuirassés ne pouvaient se déplacer et se battre sur une terre gorgée d'eau par la fonte des neiges ou les pluies d'automne. Les campagnes d'été étaient les plus dangereuses pour les Prussiens, car les chevaliers pouvaient immédiatement construire de nouveaux châteaux dans les territoires conquis. La stratégie des chevaliers teutoniques s'avéra payante : en dix ans, cinq des sept principaux clans prussiens tombèrent sous leur contrôle, bien qu'ils fussent moins nombreux. Toutefois les Prussiens résistèrent à leurs conquérants, ce qui donna lieu à cinq soulèvements dans les cinquante années suivantes.

## Le premier soulèvement prussien (1242–1249)

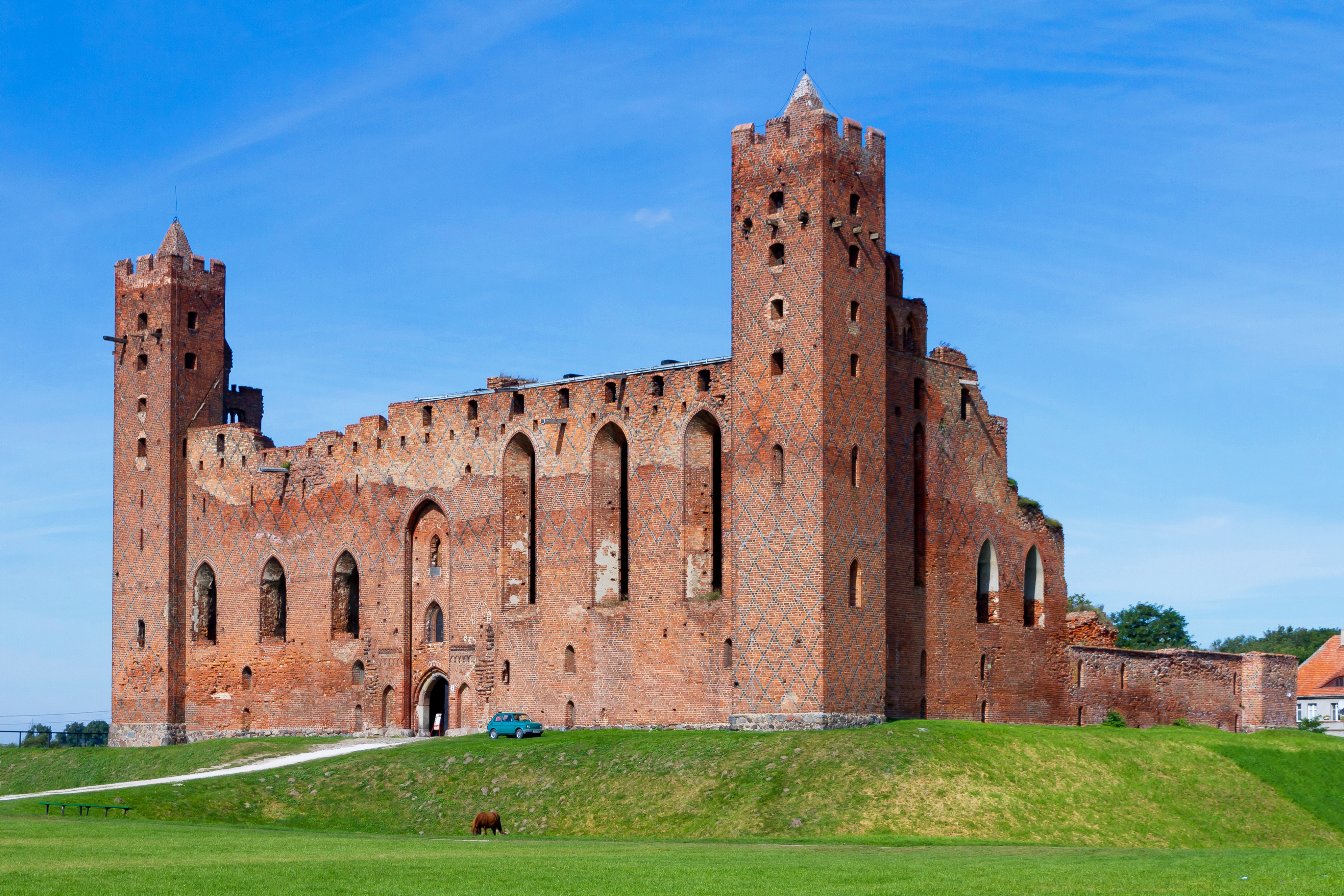
Ruines du château des chevaliers Teutoniques à Rehden (aujourd'hui Radzyn). C'est l'un des cinq châteaux qui ne furent pas capturés par les Prussiens.

Le « premier » soulèvement prussien fut influencé par trois évènements majeurs. D'abord, les chevaliers teutoniques perdirent la bataille sur la glace sur le Lac Peïpous contre Alexandre Nevsky en avril 1242. Deuxièmement, le sud de la Pologne fut dévasté par une invasion mongole en 1241 : la Pologne fut vaincue à la bataille de Legnica, privant les chevaliers teutoniques d'un de leurs plus sérieux alliés, qui leur fournissait souvent des troupes. Troisièmement, le duc Świętopełk II de Poméranie était en guerre contre les chevaliers, qui soutenaient les revendications dynastiques de ses frères contre lui. Il a été avancé que les nouveaux châteaux des chevaliers étaient en concurrence avec ses territoires pour le passage des routes commerciales le long de la Vistule.
Certains historiens considèrent que l'alliance entre Świętopełk II et les Prussiens ne fait aucun doute, mais d'autres en sont moins certains. Ils mettent en avant que les indications historiques proviennent de documents écrits par les chevaliers teutoniques, qui peuvent avoir altéré la vérité pour persuader le Pape de déclarer une croisade non seulement contre les Prussiens païens, mais aussi contre le Duc chrétien.

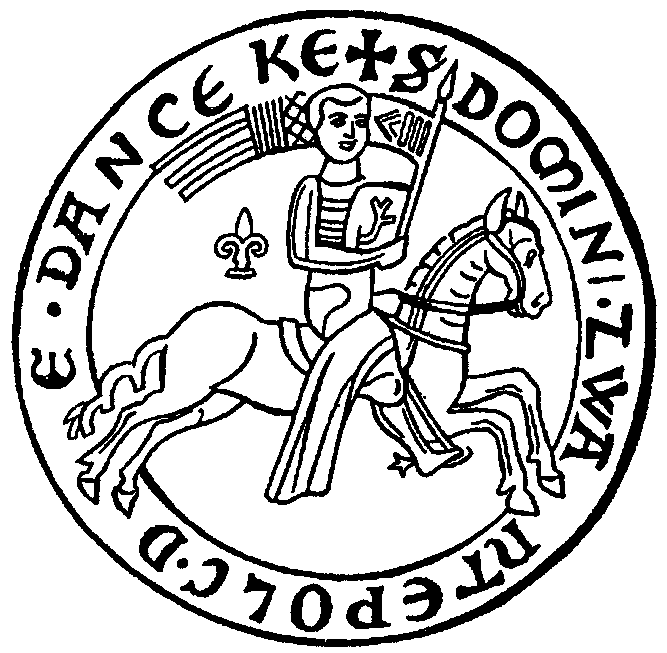
Sceau de Świętopełk II de Poméranie.

Les Prussiens assiégèrent les châteaux des chevalier teutoniques et les capturèrent tous, à l'exception d'Elbing et Balga dans les régions orientales de Natangie, Bartie et Warmie, et de Thorn (Toruń), Culm (Chełmno), et Rehden (Radzyń Chełmiński) dans la partie Ouest. En décembre 1242, les chevaliers réussirent à capturer Sartowice, le château de Świętopełk II sur les bords de la Vistule. Les 5 semaines de siège qui s'ensuivirent ne permirent pas à celui-ci de reprendre la forteresse et il y perdit 900 hommes.
Au printemps de 1243, Świętopełk II perdit aussi le château de Nakel, qui contrôlait le commerce sur la rivière Noteć. Ces pertes le contraignirent à négocier une trêve, qui fut de courte durée. Durant l'été 1243, les Prussiens aidés des Sudoviens firent un raid sur le Culmerland (région de Chełmno) et, au retour, le 15 juin, ils infligèrent une défaite aux chevaliers teutoniques qui les poursuivaient sur les rives de l'Osa. Près de 400 soldats teutoniques périrent, y compris leur commandant. Świętopełk II, encouragé par leur défaite, réunit une armée de 2 000 hommes et mit le siège devant Culm (Chełmno), sans succès.
Les chevaliers teutoniques réussirent à réunir une coalition contre Świętopełk : le Duc de Masovie reçut des territoires en Prusse, Le grand Duc de Grande-Pologne reçu Nakel et les Ducs de Poméranie, frères de Świętopełk, espéraient récupérer leur héritage. Świętopełk construisit un château à Zantyr, là où la Nogat se sépare de la Vistule, et lança un blocus d'Elbing et Balga. Pendant que le château était attaqué par les Teutoniques, le blocus fut mis en échec par des cogues. Fin 1245 l'armée de Świętopełk subit une grande défaite à S(ch)wetz Świecie, et une autre au début de 1246, où 1 500 Poméraniens furent tués. Świętopełk II demanda une trêve et le pape Innocent IV confia la mission à son chapelain, Jacob de Liège, le futur pape Urbain IV, de mener les négociations de paix. Toutefois la guerre reprit en 1247 quand des renforts teutoniques important arrivèrent en Prusse. La veille de Noël 1247, les chevaliers assiégèrent et prirent d'assaut une forteresse majeure des Pomésaniens, qu'ils rebaptisèrent « Christburg » (Dzierzgoń), et le nouvel arrivant Henri III le Blanc, Margrave de Meißen, soumit les Pogésaniens. Świętopełk réagit en détruisant Christburg, que les chevaliers reconstruisirent à un autre emplacement. Les armées des Prussiens et de Świętopełk ne réussirent pas à capturer ce nouveau château. Othon III de Brandebourg attaqua la Warmie et la Natangie, obligeant les habitants à se rendre.
Les pourparlers de paix débutés en 1247 furent infructueux, mais une nouvelle trêve fut conclue en septembre 1248 et la paix fut faite le 24 novembre 1248. Świętopełk dut rendre des terres à ses frères, autoriser les chevaliers teutoniques à traverser ses domaines, arrêter de taxer les navires sur la Vistule et cesser toute aide aux Prussiens. Les Prussiens furent contraints de signer le traité de Christburg le 7 février 1249. Le traité donnait la liberté personnelle et des droits aux nouveaux convertis au christianisme. Bien qu'il mette formellement fin au soulèvement, les Natangiens défirent dès novembre 1249 les chevaliers à la Bataille de Krücken. Les escarmouches durèrent jusqu'en 1253 et certaines sources citent cette année comme la fin du soulèvement. À cette date, le traité n'avait plus de valeur politique, mais il restait un document historique intéressant.

## Le grand soulèvement prussien (1260–1274)

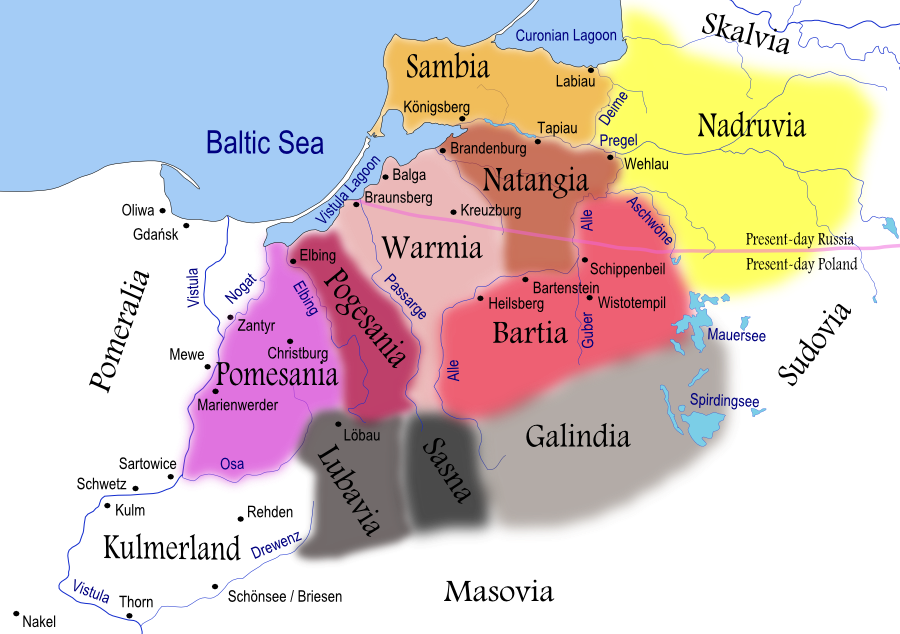
Carte des clans prussiens au XIIIe siècle.

Carte simplifiée du deuxième soulèvement.

### Préparation et tactique
La révolte principale commença le 20 septembre 1260. Elle fut déclenchée par la victoire des Lituaniens et des Samogitiens sur la coalition des forces de l'ordre Livonien et des chevaliers teutoniques à la bataille de Durbe. Comme le soulèvement s'étendait à travers toute la Prusse, chaque clan choisit un chef :
Les Sambiens étaient conduits par Glande, les Natangiens par Herkus Monte, les Bartiens par Diwanus, les Warmiens par Glappe (en), les Pogésaniens par Auktume (en). Un des clans qui ne se joignit pas au soulèvement fut celui des Pomésaniens. Le soulèvement fut aussi soutenu par Skalmantas, le leader des Sudoviens. Toutefois, il n'y eut pas un leader pour coordonner les efforts des différentes forces. Herkus Monte, qui avait été éduqué en Germanie, devint le plus connu et le leader qui eut le plus de succès, mais il ne commandait que ses Natangiens.
Les Prussiens assiègent les nombreux châteaux que les chevaliers avaient construits mais ne peuvent pas envoyer des armées nombreuses pour se battre dans l'ouest. Les Prussiens ne sont pas habitués avec les techniques des machines de siège des Européens de l'ouest et se contentent de maintenir un encerclement autour du château pour couper l'arrivée de ravitaillement pour la garnison. Les chevaliers Teutoniques ne peuvent pas lever des armées nombreuses pour amener les fournitures aux garnisons affamées et les plus petits châteaux commencent à tomber . Ces châteaux sont habituellement détruits et les Prussiens ne prennent possession que de quelques châteaux notamment celui de Heilsberg (Lidzbark Warmiński), à cause de leur manque de technique pour défendre les châteaux capturés et d'organisation pour approvisionner en nourriture les troupes qui y sont stationnées en garnison . Le 29 août 1261 Jacob de Liège, qui négocie le traité de Christburg après le premier soulèvement, fut élu pape sous le nom d'Urbain IV. Il avait ainsi une connaissance interne des évènements de Prusse, et était particulièrement favorable aux chevaliers Teutoniques et promulgua 22 bulles pontificales en seulement trois ans de son règne appelant au renforcement des chevaliers. Toutefois, ce renforcement fut lent à survenir dans la mesure où les Ducs de Pologne et de Germanie étaient occupés par leur dispute et l'Ordre des Livoniens combattait la révolte des Semigallian .